# Vic Chesnutt
Vic Chesnutt (Jacksonville, 12 novembre 1964 – Athens, 25 dicembre 2009) è stato un cantautore statunitense, tra i più significativi tra quelli emersi negli anni novanta. Era paraplegico.

## Biografia
Dopo essere stato adottato, Vic è cresciuto a Zebulon, in Georgia dove iniziò a scrivere canzoni a cinque anni. Nel 1983, mentre guidava sotto effetto di alcool, perse il controllo della vettura finendo in un canale, uscendone con gli arti inferiori paralizzati e rimanendo quindi su una sedia a rotelle per il resto della sua vita. Dopo essersi parzialmente rimesso, lasciò Zebulon e si spostò ad Athens, città che sentiva essere più consona con le sue aspirazioni artistiche. Lì entro a far parte di un gruppo musicale, i La Di Das, che si sciolse qualche anno dopo. Da quel momento iniziò ad esibirsi regolarmente presso il 40 Watt Club. Fu lì che incontrò Michael Stipe dei R.E.M.. Stipe produsse i suoi primi due dischi, Little (1990) e West of Rome (1991). Nel 1992 Vic fu oggetto di un documentario della PBS intitolato Speed Racer. È apparso anche brevemente nel film Sling Blade di Billy Bob Thornton.
Durante gli anni della gioventù e delle prime produzioni, Vic continua ad abusare di alcolici, pur essendo stata la causa del suo incidente, e di droga: il suo terzo album Drunk (1993) è stato registrato quasi interamente in condizioni di ubriachezza. Nello stesso periodo Vic ha fallito alcuni tentativi di suicidio. Negli ultimi anni è riuscito a superare i problemi di alcolismo ed è diventato un forte sostenitore del consumo terapeutico di marijuana, come ha anche dimostrato attraverso la canzone Weed to the Rescue inserita nel disco del 1998 Hempilation II, i cui proventi vanno all'associazione NORML - National Organization for the Reform of Marijuana Laws, un'organizzazione statunitense che si occupa della legalizzazione delle droghe leggere. Vic è anche reo confesso di piccoli furti nei negozi: ne parla in alcune canzoni e interviste.
Nel 1996 Vic raggiunse un pubblico più vasto grazie all'uscita del disco tributo Sweet Relief II: Gravity of the Situation, i cui proventi vanno all'associazione Sweet Relief, che si occupa di aiutare i musicisti in difficoltà. Il disco contiene una serie di cover di brani di Vic eseguite da artisti affermati quali i Garbage, The Smashing Pumpkins (con i Red Red Meat), Madonna e i R.E.M.
Oltre alla produzione solista, Vic ha collaborato con altri gruppi ed artisti. Sotto il nome di Brute ha registrato due dischi con i Widespread Panic, suoi concittadini di Athens. Il suo disco del 1998, The Salesman and Bernadette, è stato registrato con la band Lambchop. Il disco Merriment è stato invece una collaborazione con Kelly Keinepp e Nikki Keneipp, con Vic alla scrittura e alla voce e Kelly e Nikki che hanno suonato la musica. Il disco del 2005, Ghetto Bells, vede la partecipazione del chitarrista Bill Frisell, incontrato nel 2004 al festival tedesco RuhrTriennale. Nel 2007 è uscito North Star Deserter, che vede la partecipazione di membri del gruppo A Silver Mt. Zion, di Guy Picciotto dei Fugazi e di membri dei Godspeed You! Black Emperor. Nel 2007 Vic è apparso come ospite nel disco dei Cowboy Junkies Trinity Revisited, l'edizione che celebra i 20 anni dell'uscita di The Trinity Session. L'ex moglie di Vic, Tina, ha suonato il basso in parecchi suoi dischi. Sua nipote Liz Durrett è apparsa su Ghetto Bells.
I primi quattro dischi di Vic sono stati pubblicati dall'etichetta Texas Hotel. About to Choke (1996) fu registrato per la Capitol Records, ed è stato l'unico suo album per un'etichetta major. The Salesman and Bernadette è uscito per la PolyGram, Merriment (2000) per la Backburner Records. spinART è invece l'etichetta che ha pubblicato Left to His Own Devices del 2001. I due album successivi, Silver Lake e Ghetto Bells sono usciti per la New West Records, che ha anche pubblicato i primi quattro dischi usciti per la Texas Hotel, includendo tracce bonus e notizie aggiuntive.
Nell'inverno del 2006 ha registrato North Star Deserter presso l'Hotel2Tango a Montréal. Il disco è uscito l'11 settembre 2007 per la Constellation Records ed è stato prodotto dal regista di documentari Jem Cohen. Del 2009 è il suo ultimo album, At The Cut.
Chesnutt muore nel Natale del 2009 all'età di 45 anni, suicida, dopo alcune ore di coma all'ospedale di Athens dopo un'overdose di rilassanti muscolari. Nella sua ultima intervista, andata in onda alla National Public Radio 24 giorni prima della sua morte, Chesnutt disse di aver tentato il suicidio tre o quattro volte. Nella stessa intervista disse che non essendo assicurabile a causa della sua paraplegia, aveva un debito di 50.000 dollari per le sue spese mediche e aveva rimandato un intervento chirurgico per un anno.

## Stile
Lo stile di scrittura di Vic pone le sue radici nella poesia e nelle forme di espressione poetica. Era particolarmente preparato sulla poetessa inglese Stevie Smith ed ha registrato due sue poesie come canzoni, compresa Not Waving But Drowning. Inoltre nella sua musica c'è un forte feeling sudista, così come nel suo accento e nelle tematiche delle sue canzoni. Il suo modo di trascinare le sillabe all'interno dei suoi pezzi è tipico del cantato jazz, infatti il cantante/trombettista Chet Baker è stato citato da Vic come una delle sue influenze vocali principali. I suoi testi, dolorosi e profondi, sono principalmente autobiografici, ma spesso vengono riportate anche situazioni e personaggi completamente inventati, disorientando così pubblico e critica.

## Discografia
- 1990 - Little
- 1991 - West of Rome
- 1993 - Drunk
- 1995 - Is the Actor Happy?
- 1996 - About to Choke
- 1998 - The Salesman and Bernadette
- 2000 - Merriment
- 2001 - Left to His Own Devices
- 2003 - Silver Lake
- 2005 - Ghetto Bells
- 2005 - Extra Credit EP
- 2007 - North Star Deserter
- 2008 - Dark Developments
- 2009 - At the Cut

Con i Widespread Panic come brute:
- 1995 - Nine High a Pallet
- 2002 - Co-Balt